# Аврам Јанку (Чермеј)
Аврам Јанку (рум. Avram Iancu) насеље је у Румунији у округу Арад у општини Чермеј. Oпштина се налази на надморској висини од 116 m.

## Становништво
Према подацима из 2002. године у насељу је живело 756 становника, од којих су сви румунске националности.